# Kuchyně Nauru

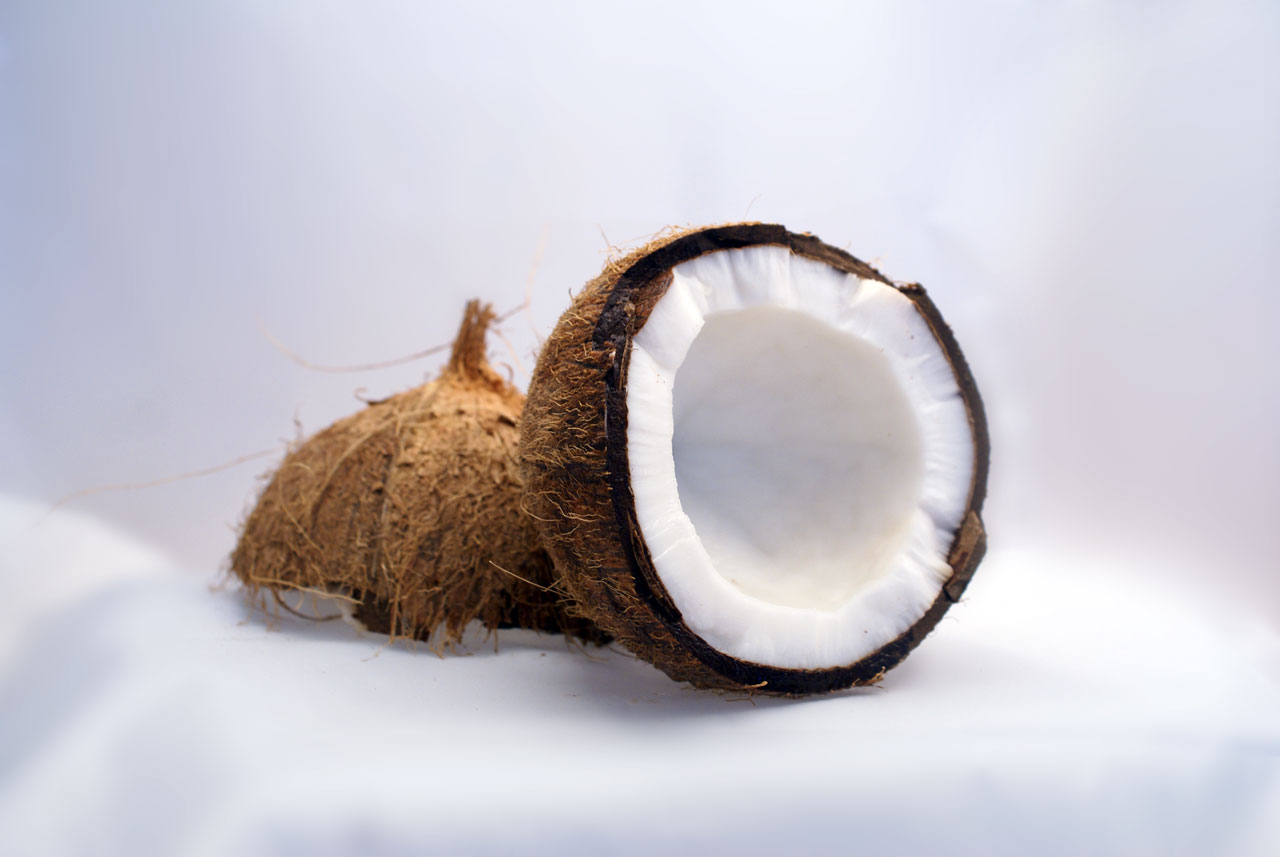
Kokos, jedna z mála na Nauru pěstovaných plodin, součást většiny tradičních pokrmů

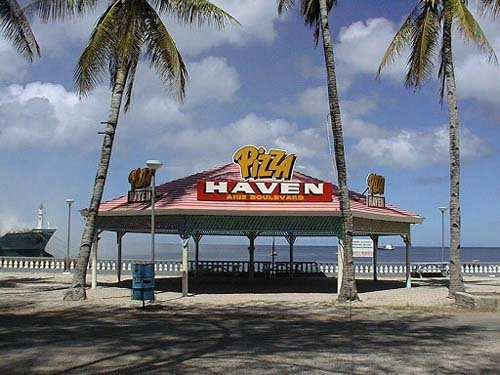
Pizzerie na Nauru

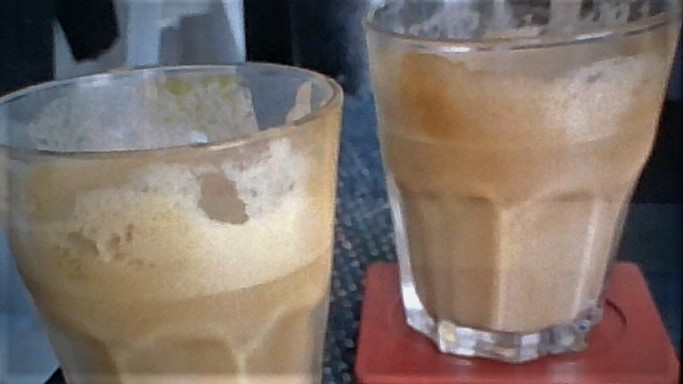
Ledová káva

Kuchyně Nauru není příliš rozmanitá, protože na Nauru je velmi málo úrodné půdy a je poměrně těžké zde něco vypěstovat, naprostá  většina potravin se dováží. Pěstují se zde kokosy a pandány, dále je provozován rybolov. Zbytek potravin je nutné na Nauru importovat. Většinou se dováží konzervy, polotovary a další trvanlivá a mražená jídla, sehnat nějaké čerstvé jídlo na Nauru je obtížné. Na Nauru je také mnoho restaurací, které obvykle podávají čínskou kuchyni.
Protože je naprostá většina jídla na Nauru konzervovaná a nezdravá, je Nauru v průměru nejobéznější zemi světa a mnoho lidí zde trpí nemocemi jako je diabetes.

## Příklady pokrmů a nápojů typických pro Nauru
Příklady pokrmů a nápojů typických pro Nauru:
- Mezi dovážená jídla patří různé polotovary, jako hranolky, pizza nebo hamburgery
- Různé pokrmy z čínské kuchyně, jako je smažená rýže
- Mořské plody
- Rybí filé, smažené v kokosové krustě[5]
- Kokosový mousse, dezert. pěna z kokosu[6]
- Banánovo-ananasový chléb[7][8]
- Kokosové mléko
- Ledová káva[9]